# Wirbelschleppe

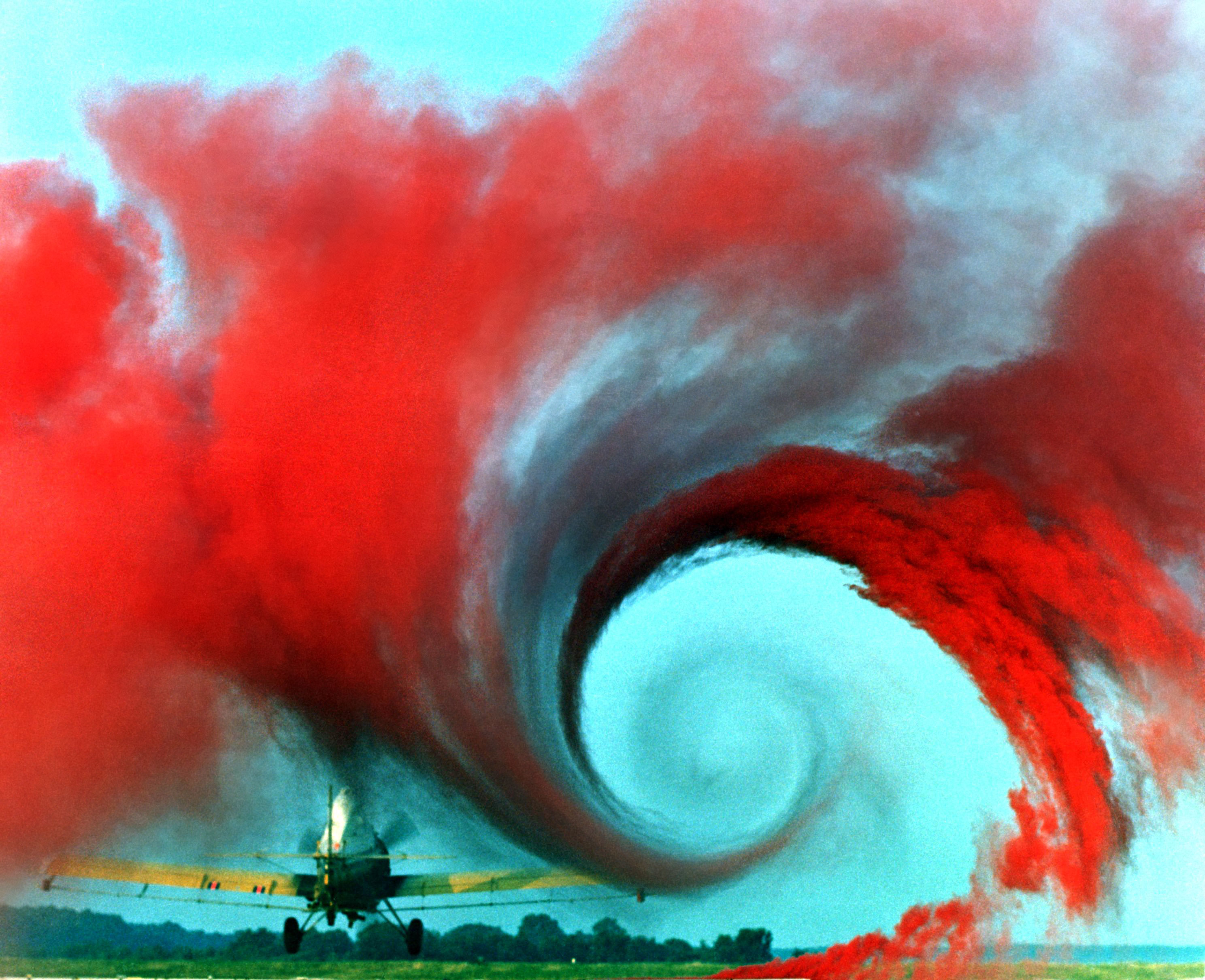
Mit farbigem Rauch sichtbar gemachte Wirbelschleppe hinter einem Flugzeug

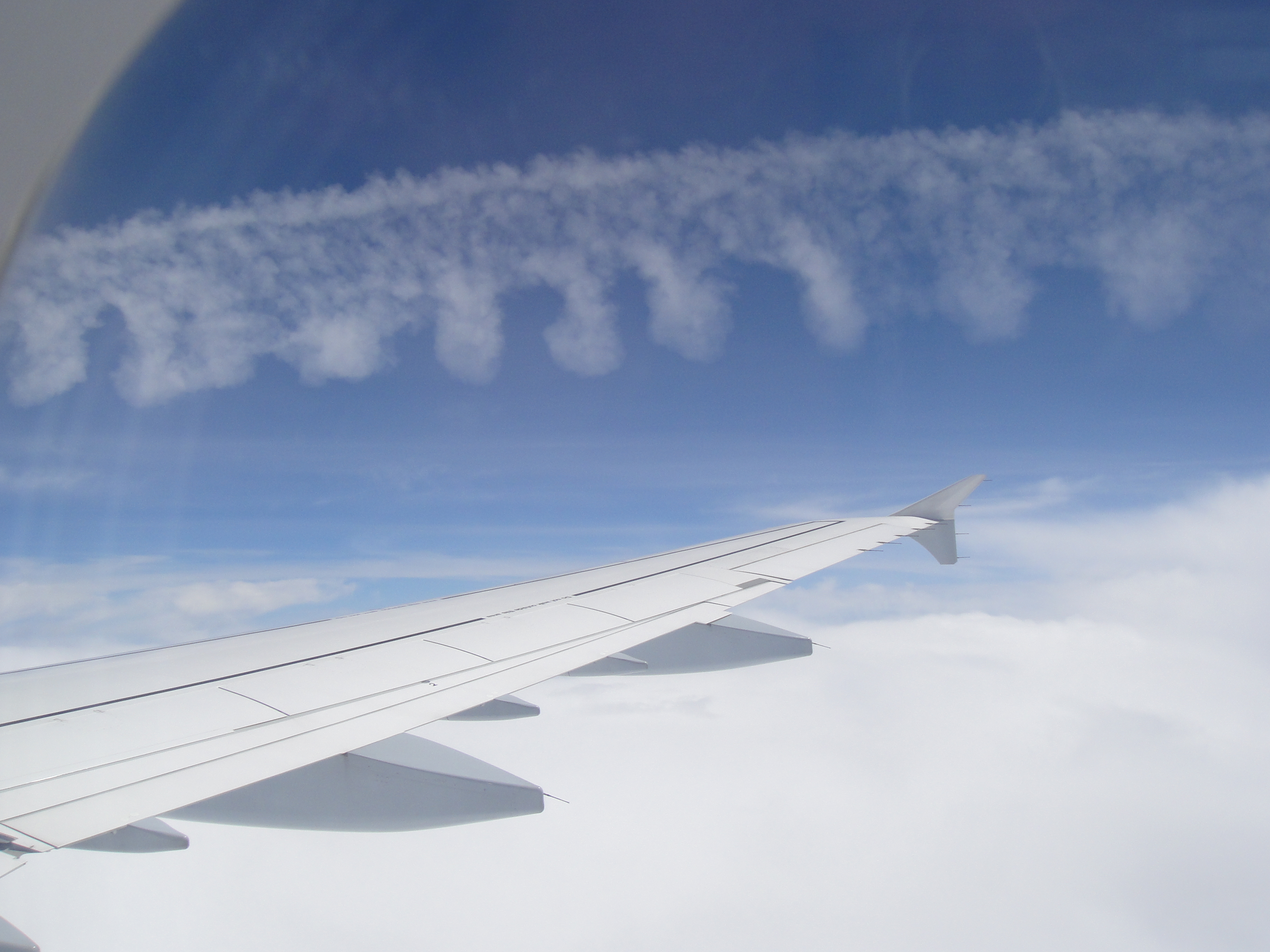
Kondensstreifen eines zweiten Flugzeugs mit sichtbarer Wirbelschleppe

Bei Wirbelschleppen, auch Wirbelzöpfe oder Randwirbel genannt, handelt es sich um zopfartige, gegenläufig drehende Luftverwirbelungen hinter fliegenden Flugzeugen. Ihre Intensität ist vor allem vom Gewicht des Flugzeuges abhängig. Die Lebensdauer wird von Wind und Atmosphäre beeinflusst. Im Zentrum der Wirbel ist der Luftdruck vermindert. Bei hoher Luftfeuchtigkeit kann dort Kondensation einen schmalen, sichtbaren Streifen erzeugen, der direkt hinter den Flügelspitzen beginnt.
Die Wirbelschleppe hinter einem Flugzeug gefährdet andere Flugzeuge und kann gar zu deren Absturz führen. Die Gefahr ist umso größer, je schwerer das vorausfliegende und je leichter das folgende Flugzeug ist. Deswegen muss bis zum nächsten Start auf derselben Startbahn abgewartet werden, bis die Wirbel entweder vom Wind davongetragen wurden oder sich durch Luftreibung am Boden ausreichend abgeschwächt haben. Das Gleiche gilt für die Landung. Diese Wartezeit ist ein wesentlicher Faktor für die maximale Kapazität eines Flugplatzes.
Auf Reiseflughöhe kann die Wirbelschleppe eines schweren Flugzeugs sogar ein 300 Meter tiefer in entgegengesetzter Richtung fliegendes leichteres Flugzeug so hart treffen, dass die Piloten die Kontrolle verlieren.

## Entstehung

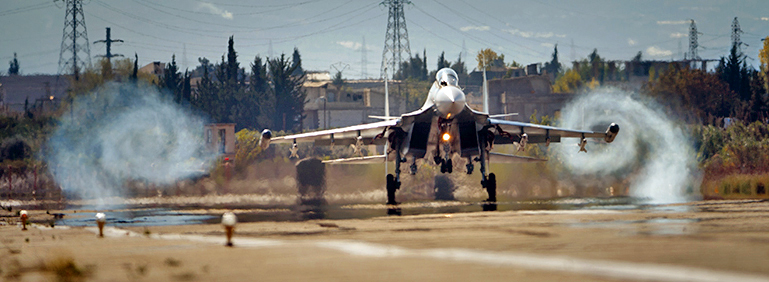
Kampfflugzeuge erzeugen wegen ihrer Flügelgeometrie besonders starke Wirbelschleppen

Wirbelschleppen sind eine Begleiterscheinung des dynamischen Auftriebs. Sie treten unvermeidlich bei jedem Flugzeug auf, da Tragflächen nur dann mit Hilfe des Luftstroms Auftrieb erzeugen können, wenn sie Luft nach unten beschleunigen. Da diese Beschleunigung außerhalb des Flügelbereiches nicht erfolgt, entsteht ein Drehimpuls. Es bilden sich hinter dem Flugzeug zwei gegenläufig drehende Wirbel. Je schwerer ein Flugzeug ist, desto mehr Luft muss es nach unten beschleunigen und umso ausgeprägter ist seine Wirbelschleppe.
Die Ausformung der Wirbelschleppe hängt von der Geometrie der Tragflächen ab. Beispielsweise können Winglets die Luftströmung über die Außenkante der Tragfläche von der Tragflächenunterseite zur Oberseite vermindern, wodurch der Kern der Wirbelschleppe langsamer rotiert. Die bei Start und Landung ausgefahrenen Auftriebshilfen verstärken dagegen die Intensität der Wirbelschleppe. Bei Kampfflugzeugen nimmt man zudem zugunsten der Manövrierfähigkeit kürzere Flügel und damit starke Wirbelschleppen in Kauf.
Zusätzlich zur Wirbelschleppe versetzen die Turbinen von Strahltriebwerken und die Propeller von Propellertriebwerken die Luft in Rotation.

## Ausbreitung
Zusammen mit dem von den Tragflächen nach unten beschleunigten Luftpaket bewegen sich die Wirbel der Wirbelschleppe nach unten Richtung Erdoberfläche. Aufgrund des physikalischen Prinzips der Impulserhaltung ist es nicht möglich, dass sich die Wirbelschleppe auflöst, bevor sie den Erdboden (oder ein anderes Hindernis) erreicht hat. Jedoch wird mit der Zeit durch Luftreibung immer mehr Luft in Bewegung versetzt, wobei gleichzeitig aufgrund der Drehimpulserhaltung deren Geschwindigkeit abnimmt. Die Wirbelschleppe wird also mit der Zeit größer und langsamer und verliert ihre Gefährlichkeit.

## Sichtbarkeit

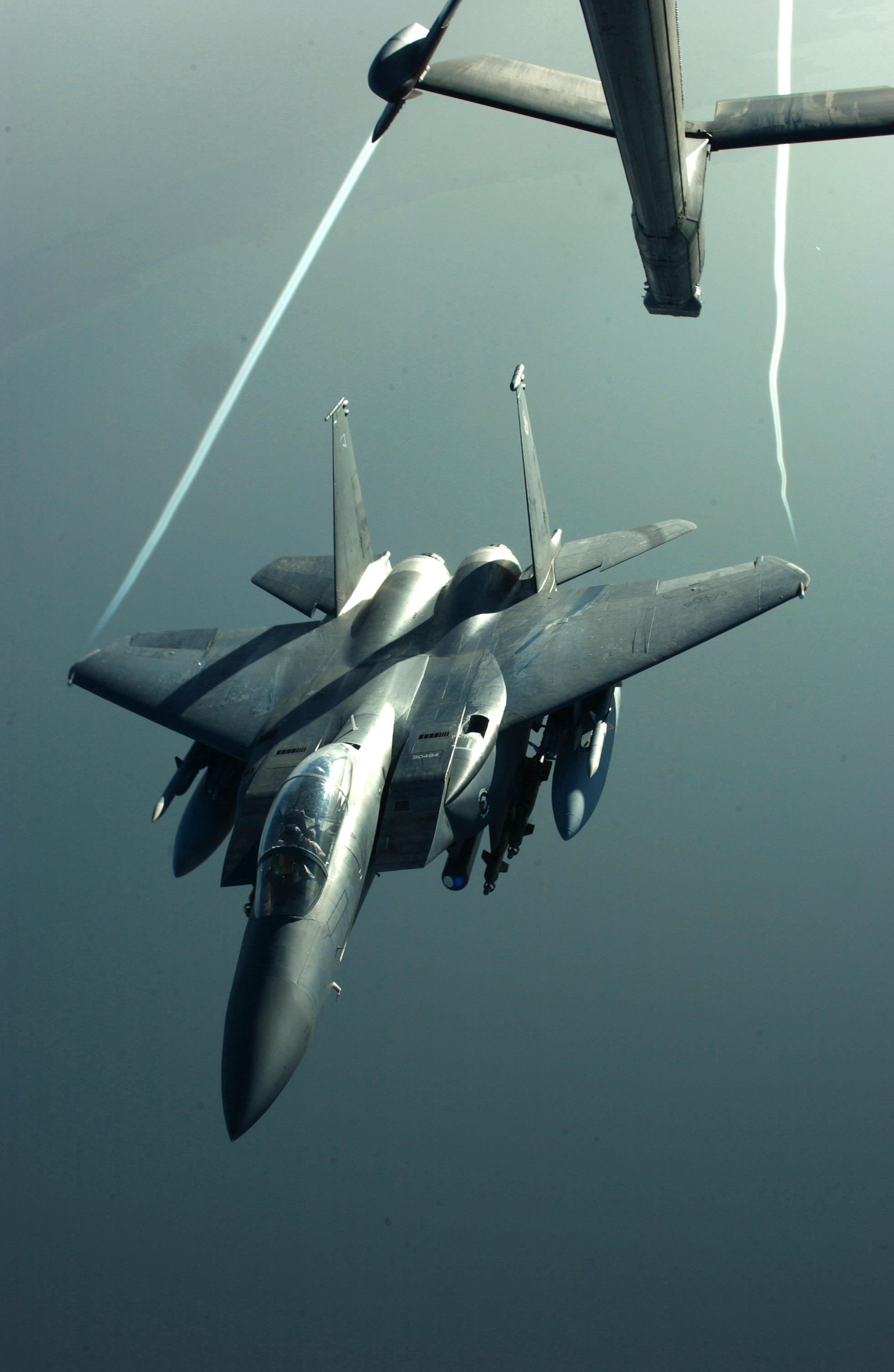
Im Zentrum der Randwirbel ist der Luftdruck deutlich vermindert. Das führt bei hoher Luftfeuchtigkeit zur Kondensation von Wasserdampf. Es entstehen zwei an den Flügelspitzen ansetzende Kondensstreifen

Die Luft kühlt sich im Zentrum der Verwirbelung am Flügelende adiabatisch ab, da sich hier ein Bereich besonders niedrigen Drucks befindet. Dabei erreicht die Luft oft Temperaturen unterhalb der Taupunkttemperatur, wodurch es zur Kondensation des in der Luft enthaltenen Wassers zu Wasserdampf/Nebel kommt und ein Wirbelzopf sichtbar wird. Beim Landeanflug bei feuchtigkeitsgesättigter Luft kann man solche Wirbelzöpfe sogar an mehreren Stellen an jeder Tragfläche sehen, neben der Außenkante oft zum Beispiel auch am jeweiligen Ende der Auftriebshilfen (Klappen).

## Gefährdungen
Bei tief fliegenden Flugzeugen können Wirbelschleppen mit hoher Geschwindigkeit den Erdboden erreichen, so dass im Extremfall Hausdächer abgedeckt oder Solarmodule und Dachflächenfenster zerstört werden. Besonders gefährdet sind Siedlungen und Gebäude in der Einflugschneise von Flughäfen.
Generell muss auf ausreichenden Abstand zwischen Flugzeugen geachtet werden, insbesondere beim Fliegen in der Warteschleife, bei Landeanflug und Start, um Turbulenzen und Steuerungsprobleme durch Wirbelschleppen der vorausfliegenden Maschinen zu vermeiden. Werden die Abstände nicht eingehalten, drohen schwere Schäden oder gar Abstürze. Für die Abstände gelten Richtzeiten von zwei bis drei Minuten. Diese Staffelung begrenzt die Kapazität eines Flugplatzes. Aktuell (2017) werden nach einem Beinahe-Unfall zudem auch erhöhte vertikale Abstände diskutiert.

## Kategorien
Durch Einteilung der Flugzeuge in Gewichtsklassen werden die benötigten Abstände (englisch wake turbulence separation minima) definiert, um die Gefahren der Wirbelschleppen zu vermeiden. Die folgende Tabelle zeigt die Einteilung gemäß ICAO.
| vorausgehendes Flugzeug | vorausgehendes Flugzeug     | folgendes Flugzeug | Abstand | Wartezeit | Beispiel                      |
| ----------------------- | --------------------------- | ------------------ | ------- | --------- | ----------------------------- |
| L                       | Light (MTOW <7 t)           | light              | 3 NM    | N/A       | Cessna 182 folgt Cessna 182   |
| L                       | Light (MTOW <7 t)           | medium             | 3 NM    | N/A       | Airbus A320 folgt Cessna 182  |
| L                       | Light (MTOW <7 t)           | heavy              | 3 NM    | N/A       | Boeing 747 folgt Cessna 182   |
| M                       | Medium (MTOW 7 t bis 136 t) | light              | 5 NM    | 3 min     | Cessna 182 folgt Airbus A320  |
| M                       | Medium (MTOW 7 t bis 136 t) | medium             | 3 NM    | N/A       | Airbus A320 folgt Airbus A320 |
| M                       | Medium (MTOW 7 t bis 136 t) | heavy              | 3 NM    | 2 min     | Boeing 747 folgt Airbus A320  |
| H                       | Heavy (MTOW >136 t)         | light              | 6 NM    | 3 min     | Cessna 182 folgt Boeing 747   |
| H                       | Heavy (MTOW >136 t)         | medium             | 5 NM    | 2 min     | Airbus A320 folgt Boeing 747  |
| H                       | Heavy (MTOW >136 t)         | heavy              | 4 NM    | N/A       | Boeing 747 folgt Boeing 747   |

Die Boeing 757 wird auf Grund von verstärkt auftretenden Wirbelschleppen nach Beinaheunfällen trotz ihres Gewichtes von weniger als 136 Tonnen beinahe immer in die Kategorie Heavy einsortiert. In den USA besteht eigens für die 757 eine weitere Klasse, die sogenannte Klasse MH (Medium-Heavy). In Großbritannien hat die Civil Aviation Authority die Klassen Heavy, Upper Medium, Lower Medium, Light und Small; weiterhin wird der Airbus A380 oft noch in eine eigene Kategorie eingestuft. Kontinentaleuropa verwendet die ICAO-Klassen.
Um die Kapazitätsvorteile (Passagiere/Zeit) teilweise erhalten zu können, schlägt Airbus für die A380 bei der Landebahnbenutzung eine Unterschreitung der Mindestabstände zum vorausfliegenden Flugzeug vor, dadurch verlängert sich die Zeitspanne für das nachfolgende Flugzeug.
Das DLR führte im Jahre 2006 umfangreiche Untersuchungen dazu durch und kam zu dem Schluss, dass sich die Wirbelschleppen einer A380 im Reiseflug nicht signifikant von denen einer Boeing 747 unterscheiden. Für Start und Landung allerdings wurde für nachfolgende Flugzeuge eine vergrößerte Separation als Empfehlung an die ICAO herausgegeben, während der Abstand für die A380 als nachfolgendes Flugzeug bei 3 NM bleibt:
| vorausgehendes Flugzeug | vorausgehendes Flugzeug | folgendes Flugzeug | Abstand | Wartezeit | Beispiel                      |
| ----------------------- | ----------------------- | ------------------ | ------- | --------- | ----------------------------- |
| J                       | Super                   | light              | 8 NM    | 3 min     | Cessna 182 folgt Airbus A380  |
| J                       | Super                   | medium             | 7 NM    | 3 min     | Airbus A320 folgt Airbus A380 |
| J                       | Super                   | heavy              | 6 NM    | 2 min     | Boeing 747 folgt Airbus A380  |
| J                       | Super                   | super              | 3 NM    | N/A       | Airbus A380 folgt Airbus A380 |

Trotz gleichem oder höherem Gewicht als die A380 wurden C-5 Galaxy und An-124 bisher wie eine B747 behandelt.

## Verhalten bei Gefahr von Wirbelschleppen
Der Flugverkehrskontrolllotse auf dem Turm gibt üblicherweise bei Gefahr von Turbulenzen und Wirbelschleppen eine Warnung aus. Dennoch steht letztendlich der Pilot in der Verantwortung, sicher zu landen und einen Unfall zu vermeiden. Aus diesem Grund haben sich unter anderen folgende Verfahren als sinnvoll erwiesen:
- Landung hinter einem landenden großen Flugzeug auf derselben Landebahn:
 Über dem Gleitweg des vorhergehenden Flugzeugs bleiben und nach dessen Aufsetzpunkt landen.
- Landung hinter einem startenden großen Flugzeug auf derselben Landebahn:
 „kurze“ Landung, also am Beginn der Landebahn.
- Abflug hinter einem startenden großen Flugzeug auf derselben Landebahn:
Abheben (rotieren), bevor der Rotationspunkt des vorangehenden Flugzeugs erreicht ist und über dessen Steigweg bleiben.

## Wissenschaftliche Untersuchungen
Airbus musste für den Airbus A380 wegen des großen Gewichts und der dadurch sehr intensiven Wirbel neue Technologien entwickeln, welche die Wirbelschleppen bei diesem großen Flugzeug in Grenzen halten.
Die Forschung zu diesem Thema lässt sich in drei Bereiche aufteilen:
1. Wirbelerkennung und -vorhersage
Die Entwicklung von Methoden zur Abschätzung des Wirbelverhaltens, z. B. in Abhängigkeit meteorologischer Kennwerte, lassen eine theoretische Wirbelvorhersage z. B. in Computermodellen zu. Die physikalischen Prozesse des Transports und der Abschwächung der Wirbel in der Erdatmosphäre sind verstanden. Wirbelschleppen können mittels eines gepulsten LIDARs beobachtet werden.
2. Wirbelvermeidung
Durch Entwicklung von Flugzeugen mit günstiger Wirbelcharakteristik wird versucht, die Wirbelstärke zu verringern. Es ist außerdem nachgewiesen, dass Flugzeugwirbelschleppen durch die Erzeugung von Mehr-Wirbel-Systemen abgeschwächt werden können.
Um direkt am Flugzeug konstruktiv die Wirbelschleppenbildung zu vermindern, gibt es folgende Überlegungen:
- Die Turbinen von Strahltriebwerken versetzen die hinten austretende Luft in Rotation. Wenn diese Luft sich mit den Randwirbeln der Tragfläche vereint, entsteht je nach Drehsinn ein schwächerer, oder ein stärkerer Wirbel. Da die Randwirbel der Tragflächen einen entgegengesetzten Drehsinn haben, müssten die Turbinen ebenfalls links und rechts einen entgegengesetzten Drehsinn haben, um beide Randwirbel abzuschwächen. Es entstehen allerdings erhebliche zusätzlichen Kosten für die Bereitstellung von Turbinen mit unterschiedlichem Drehsinn.
- Ein speziell verkleidetes Fahrwerk wird schon frühzeitig ausgefahren. Auch das schwächt die problematischen Wirbel.
- Landeklappen und Querruder werden nicht ganz an den Rumpf herangeführt. So entsteht an dieser Stelle ein gegenläufiger Wirbel, der die Wirbelschleppe schwächt.

3. Wirbelverträglichkeit
Der dritte Teil der Forschung bezieht sich auf die Entwicklung von Methoden zur Erhöhung der Sicherheit bei Einflug in eine Wirbelschleppe, damit es z. B. bei Einflug in solche Wirbel nicht zu Klappenabrissen kommt.

## Zwischenfälle
- Am 12. November 2001 gegen 9:15 Uhr Ortszeit stürzte kurz nach dem Start vom Flughafen John F. Kennedy, New York, ein Airbus A300 auf dem Flug 587 nach Santo Domingo der American Airlines in der Nähe von Rockaway Beach, Queens, NY, in dicht besiedeltes Gebiet. Der A300 war in die Wirbelschleppe einer vorher abgeflogenen Boeing 747 geraten. Der Copilot versuchte, die von der Wirbelschleppe ausgelöste Drehung des Flugzeugs mit maximalem Ruderausschlag zu korrigieren, was zum Abreißen des Ruders und damit zum Absturz führte.[9]
- Auch der Absturz eines Learjet 45 in Mexiko-Stadt 2008 ließ sich auf Wirbelschleppen einer vor dem Learjet fliegenden Boeing 767-300 zurückführen.
- Beim Fliegerfest auf dem Flugplatz Backnang-Heiningen am 9. September 2012 verunglückte eine Robin DR 400/180 Régent direkt nach dem Abheben, weil die Wirbelschleppe einer zuvor gestarteten Antonow An-2 die fliegende Robin um 90 Grad rollen ließ und damit zum Absturz brachte. Die Untersuchung des Unfalls hat gezeigt, dass eine Kompensation des Rollmoments auch mit größtem Ruderausschlag nicht möglich war.[10]
- Am 7. Januar 2017 bewirkte die Wirbelschleppe eines auf Reiseflughöhe fliegenden Airbus A380 der Fluggesellschaft Emirates, dass eine 300 Meter niedriger in entgegengesetzter Richtung fliegende Maschine des Typs Challenger 604 der MHS Aviation drei- bis fünfmal um die eigene Achse rotierte. Die Piloten verloren zeitweilig die Kontrolle über das Flugzeug und konnten es erst ca. 3.000 Meter tiefer abfangen und schließlich schwer beschädigt landen. Mehrere Passagiere wurden verletzt und mussten im Krankenhaus behandelt werden. Die Challenger 604 wurde zum Totalschaden und musste abgeschrieben werden.[11][12]

## Hörbarkeit
Wirbelschleppen können unter bestimmten Voraussetzungen hörbar sein. Vor allem an windstillen Tagen können Wirbelschleppen hinter schweren Flugzeugen als dumpfes Brausen und Zischen wahrgenommen werden. Stabile Wirbelschleppen sind als breitbandiges tieffrequentes Geräusch hörbar. Ist die Wirbelschleppe schwächer, kann sie mit einem Geräusch wie reißendes Papier abbrechen. Der hörbare Schall der Wirbelschleppe tritt auf, wenn das Flugzeug bereits vorüber ist, und nimmt erst dann an Intensität zu. Dabei ist das Geräusch deutlich hinter dem Flugzeug am Himmel zu orten. Das Geräusch kann für dreißig Sekunden oder länger anhalten, wobei sich seine Klangfarbe fortwährend ändert, manchmal mit raschelnden und reißenden Anteilen, bis es schließlich erstirbt.